# Pablo Motos i Burgos
Pablo Motos i Burgos   (Requena, 31 d'agost de 1965) és un presentador de televisió, locutor de ràdio i humorista valencià.

## Carrera mediàtica

### Ràdio
Pablo Motos va començar la seva carrera mediàtica com locutor i director de Ràdio Requena, treballant també en Ràdio Utiel. Més tard va treballar en Ràdio Nacional d'Espanya i a Onda Cero, on ha presentat i dirigit programes com Protagonistas, Mareando la perdiz o Hacia el dos mil, on a més ha format part de l'equip com redactor i presentador de la Ràdio de Júlia Otero.
Entre el setembre de 2002 i el 22 de juny de 2007 va presentar el programa No somos nadie a M80 Ràdio pels matins de dilluns a divendres, omplint el buit que havia deixat el programa Gomaespuma amb gran èxit. Va deixar de fer aquest programa al costat del seu equip per a dedicar-se a temps complet a El Hormiguero, programa de televisió que s'emet de dilluns a dijous i els dissabtes a la nit.

### Televisió
En la televisió ha presentat Megacine a Canal Nou (televisió del País Valencià) i ha estat coordinador de guions de El Club de la Comedia, coproductor executiu de La noche...con Fuentes i cía., Stand-up, i ha realitzat petits cameos en sèries de televisió.
Des de setembre de 2006 presenta i dirigeix El Hormiguero en el canal generalista Cuatro. Durant el primer any va ser un programa setmanal que s'emetia els diumenges a la tarda, des de setembre de 2007 s'emet de dilluns a dijous i el dissabte a la nit.
En el 2007 va donar les campanades a Cuatro juntament amb les formigues del seu programa, Trancas i Barrancas.
També va participar en la inauguració de l'Eurocopa 2008 a Cuatro.

### Música
Pablo Motos va participar en el Festival de Benidorm de 1993 com compositor de Sabed amigos, cançó que va guanyar el primer premi en aquest any.

### Premsa i llibres
Aquest polifacètic comunicador ha estat columnista de l'edició País Valencià del diari espanyol El País, i ha publicat diversos llibres en clau d'humor juntament amb el seu equip de col·laboradors de la ràdio i la televisió: La sonrisa del mirón, No somos nadie y No somos nadie 2. L'any 2008 va ser portada de la revista per a homes Men's Health.

### Teatre
Al teatre ha estat director de guions i un dels autors de Cinco hombres.com, Cinco mujeres.com y La vida según San Francisco. També va contribuir en la versió en castellà dirigida per Verónica Forqué de La tentación vive arriba. Igualment va protagonitzar al costat d'Enrique San Francisco Entre fuerte y flojo.

### Publicitat
Pablo Motos ha realitzat també incursions en el món de la publicitat. Va fer un anunci de Binaca fent referència a una boca en mal estat, ha estat la veu de Coca-Cola, ha anunciat la targeta de crèdit bancària Visa i va fer publicitat de l'aire condicionat Fujitsu.

### Producció
L'any 2008 va crear la seva pròpia productora, Siete y Acción, al costat de Jorge Salvador per a produir a partir de setembre de 2008 El Hormiguero.